# Faye D'Souza
Faye D'Souza é uma jornalista indiana e apresentadora de notícias de televisão. Trabalhou como editora executiva do Mirror Now, que é propriedade do The Times Group. Ela alcançou a fama com o programa The Urban Debate no Mirror Now, onde apresentou o noticiário em assuntos de corrupção, violência comunitária e imprensa independente. D'Souza já trabalhou como apresentadora e líder editorial no Guia do Investidor no ET Now, um membro da redação da CNBC TV18. Ela recebeu o prémio RedInk de 'Jornalista do ano' em 2018.